# Stamsried
Stamsried ist ein Markt im Oberpfälzer Landkreis Cham in Bayern, der Sitz der Verwaltungsgemeinschaft Stamsried und ein staatlich anerkannter Erholungsort ist.

## Geografie
Stamsried liegt im Naturpark Oberer Bayerischer Wald.

### Nachbargemeinden
Von Norden bis Südwesten im Uhrzeigersinn grenzen die Gemeinden Rötz, Pemfling, Pösing und Roding und Neukirchen-Balbini, Landkreis Cham und im Westen und Nordwesten Neukirchen-Balbini, Landkreis Schwandorf.
| Neukirchen-Balbini 7 km | Rötz 8 km                                   | Rötz 8 km     |
| Neukirchen-Balbini 7 km | Kompassrose, die auf Nachbargemeinden zeigt | Pemfling 6 km |
| Roding 9 km             | Roding 9 km                                 | Pösing 5 km   |

### Gemeindegliederung
Es gibt 43 Gemeindeteile (in Klammern ist der Siedlungstyp angegeben):
- Altenried (Weiler)
- Asbach (Weiler)
- Bernmühle (Einöde)
- Bibershof (Einöde)
- Diebersried (Dorf)
- Dörfling (Weiler)
- Eglsee (Einöde)
- Fegershof (Einöde)
- Fegersmühl (Einöde)
- Freundelsdorf (Weiler)
- Friedersried (Kirchdorf)
- Friedlhöhe (Einöde)
- Fuchshof (Einöde)
- Großenzenried (Dorf)
- Grub (Weiler)
- Haselried (Einöde)
- Hilpersried (Weiler)
- Hiltenbach (Dorf)
- Hindelmühle (Einöde)
- Hitzelsberg (Dorf)
- Holzhof (Einöde)
- Jagelhof (Einöde)
- Kollenzendorf (Weiler)
- Kürnberg (Einöde)
- Leiten (Einöde)
- Löwenbrunn (Weiler)
- Maierhöfen (Weiler)
- Ochsenweid (Einöde)
- Plattenhöh (Weiler)
- Rabmühle (Einöde)
- Rannersdorf (Weiler)
- Raubersried (Dorf)
- Saalhof (Einöde)
- Sägmühl (Einöde)
- Schnepfenried (Einöde)
- Sitzhof (Einöde)
- Stamsried (Hauptort)
- Staunerhöf (Einöde)
- Stratwies (Dorf)
- Thanried (Dorf)
- Todhof (Einöde)
- Unterdeschenried (Weiler)
- Weihermühl (Einöde)

Es gibt die Gemarkungen Asbach, Diebersried, Dörfling, Friedersried, Großenzenried, Hitzelsberg, Kollenzendorf und Stamsried.

## Geschichte

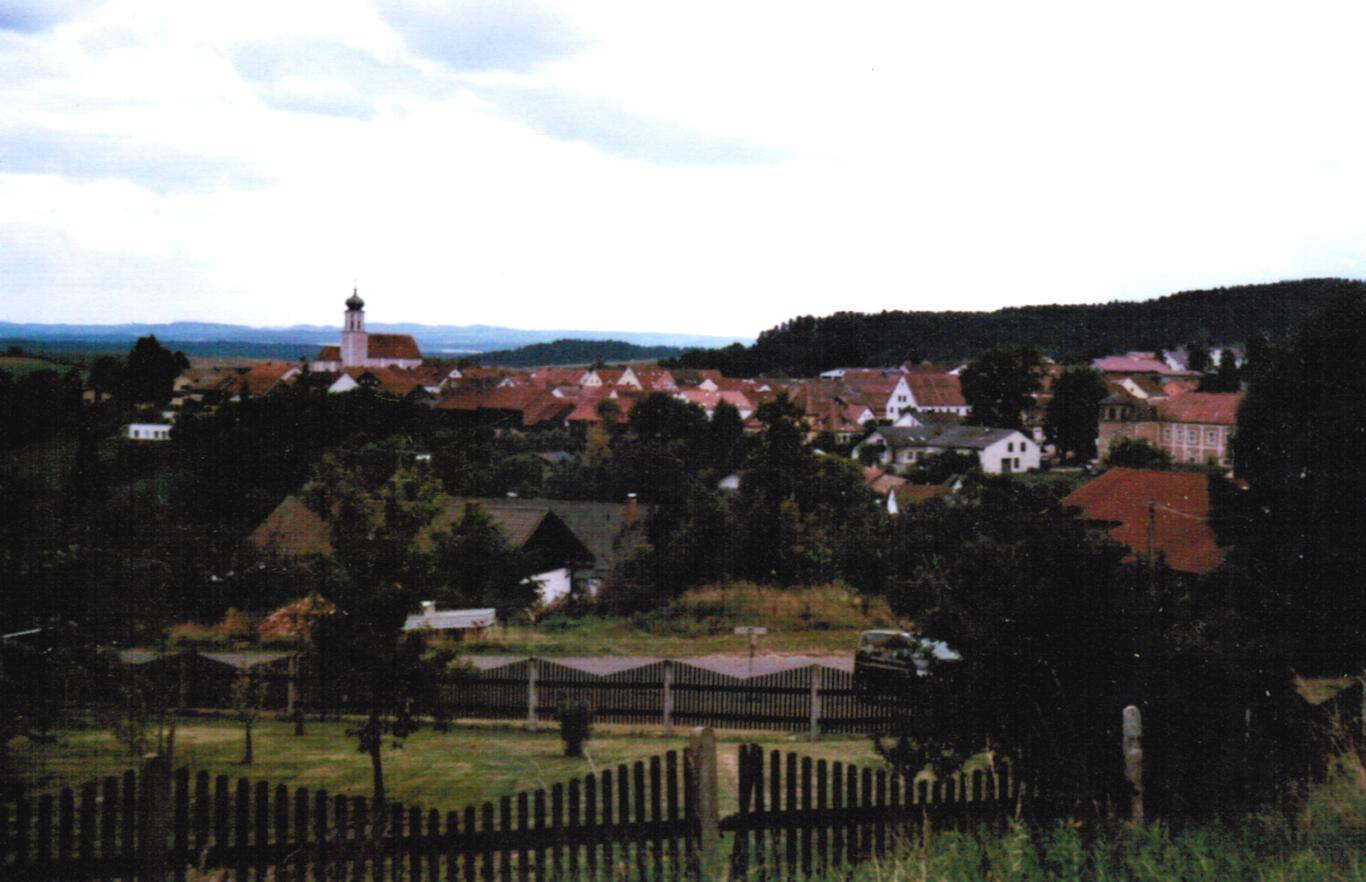
Stamsried

### Bis zur Gemeindegründung
Der Markt Stamsried gehörte zum Rentamt Amberg und zum Landgericht Wetterfeld des Kurfürstentums Bayern. Die Grafen von Holnstein sowie die Freiherren von Trogler besaßen hier eine offene Hofmark. Stamsried besaß mindestens seit 1524 das Marktrecht mit wichtigen Eigenrechten (z. B. Halsgerichtsbarkeit). Im Zuge der Verwaltungsreformen in Bayern entstand mit dem Gemeindeedikt von 1818 die Gemeinde.
Auf dem Haidberg bei Stamsried befindet sich die Ruine der 1346 erbauten Burg Kürnberg. Im Ort selbst liegt das Schloss Stamsried.

### Eingemeindungen
Am 1. April 1949 wurde ein Teil der aufgelösten Gemeinde Hilpersried eingegliedert. Im Zuge der Gebietsreform in Bayern kamen am 1. Juli 1971 Diebersried (mit dem am 1. April 1949 eingegliederten Rest der Gemeinde Hilpersried), Friedersried und Hitzelsberg dazu. Am 1. Juli 1972 folgte Großenzenried aus dem aufgelösten Landkreis Neunburg vorm Wald. Gebietsteile von Hansenried (Thanried) kamen am 1. Mai 1978 hinzu.

### Einwohnerentwicklung
Zwischen 1988 und 2018 wuchs der Markt von 1981 auf 2234 um 253 Einwohner bzw. um 12,8 %.
| Jahr      | 1961 | 1970 | 1987 | 1991 | 1995 | 2000 | 2005 | 2010 | 2015 |
| Einwohner | 1832 | 1858 | 1908 | 2061 | 2216 | 2304 | 2278 | 2241 | 2191 |

## Politik

### Gemeinderat und Bürgermeister
Im Gemeinderat sitzen 14 ehrenamtliche Bürgerinnen und Bürger. Die Gemeinderatswahl am 16. März 2014 und am 15. März 2020 hatten folgendes Ergebnis:
|                          | Sitze 2020 | Stimmenanteil 2020 | Sitze 2014 | Stimmenanteil 2014 |
| CSU                      | 8          | 59,2 %             | 10         | 67,9 %             |
| Freie Wählergemeinschaft | 6          | 40,8 %             | 4          | 32,1 %             |
| Gesamt                   | 14         | 100 %              | 14         | 100 %              |

Die Wahlbeteiligung betrug 66,3 % (2020) beziehungsweise 62,7 % (2014).
Erster Bürgermeister ist seit 1. Mai 2008 Herbert Bauer (CSU); er wurde am 15. März 2020 mit 62,6 % der gültigen Stimmen für weitere sechs Jahre gewählt.

### Wappen
|                                                  | Blasonierung: „In Rot unter einem silbernen Zickzackbalken eine goldene Flachsbreche.“ |
| Das Wappen ist seit dem 17. Jahrhundert bekannt. |                                                                                        |

### Gemeindepartnerschaften
- Kesselsdorf (Sachsen)
- Suben (Oberösterreich)

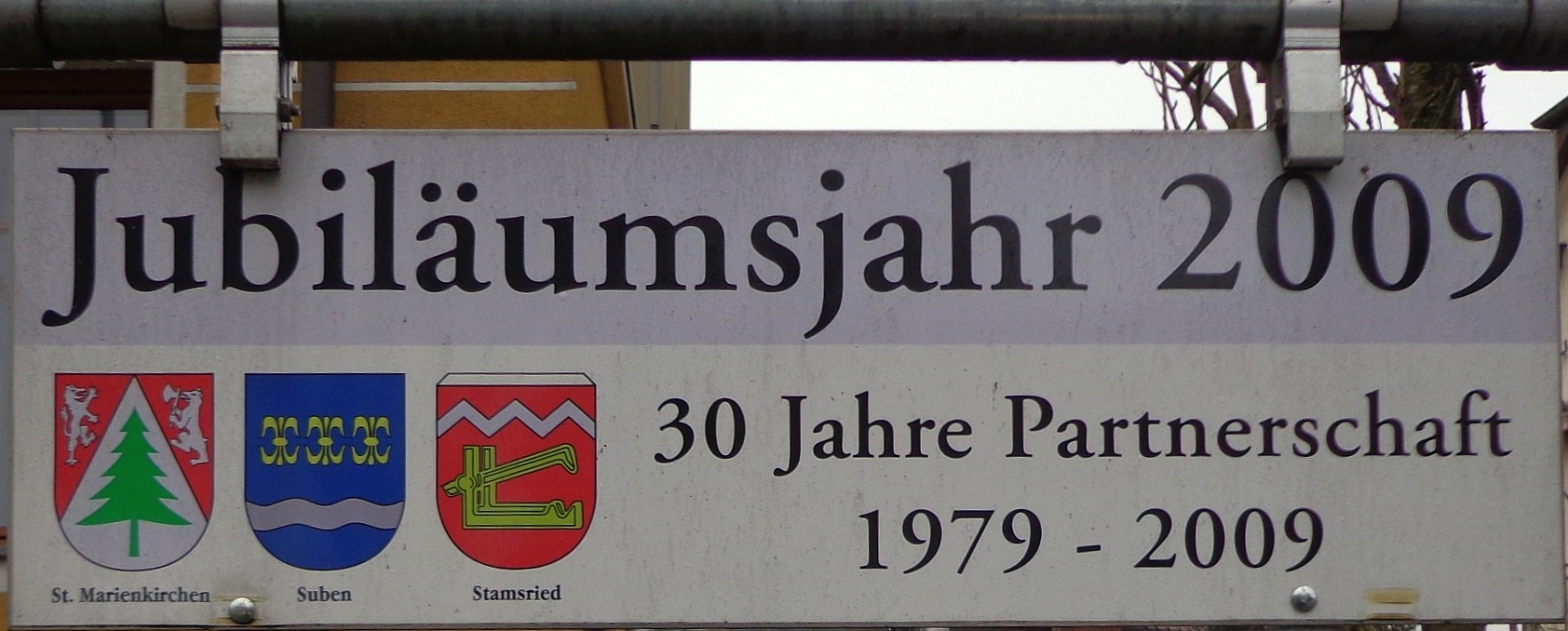
Erinnerungstafel anlässlich 30 Jahre Gemeindepartnerschaft (St. Marienkirchen)

- St. Marienkirchen bei Schärding (Oberösterreich)

Im Fall von Suben, St. Marienkirchen bei Schärding und Stamsried handelt sich um eine partnerschaftliche Verbindung aller drei Gemeinden miteinander.

## Kultur und Sehenswürdigkeiten

### Baudenkmäler
Bedeutende Baudenkmäler im Gemeindegebiet sind das Schloss Stamsried (11./18. Jahrhundert), die Burgruine Kürnberg (14. Jahrhundert) und die gut erhaltene Burgkapelle der abgegangenen Burg Friedersried (11./13. Jahrhundert).

### Naturbad
Vollbiologisches Naturbad und geomantischer Lehrpfad inmitten einer barocken Parkanlage.

## Wirtschaft und Infrastruktur

### Wirtschaft
2017 betrugen die Gemeindesteuereinnahmen 1.343.000 Euro, davon waren 223.000 Euro (netto) Gewerbesteuereinnahmen und 874.000 Euro Gemeindeanteil an der Einkommensteuer.
2017 gab es in der Gemeinde 240 sozialversicherungspflichtige Arbeitsplätze. Von der Wohnbevölkerung standen 997 Personen in einem versicherungspflichtigen Beschäftigungsverhältnis. Damit war die Zahl der Auspendler um 757 Personen größer als die der Einpendler. 29 Einwohner waren arbeitslos. 2016 gab es 74 landwirtschaftliche Betriebe; von der Gemeindefläche waren 2.643 Hektar landwirtschaftlich genutzt.

### Bildung
In Stamsried gibt es folgende Einrichtungen:
- Theresia-Gerhardinger-Kindergarten mit 68 Plätzen, die am 1. März 2018 voll belegt war und
- Wolfgang-Spießl-Grundschule Stamsried-Pösing mit zehn Lehrkräften und 126 Schülern[8]

## Persönlichkeiten
- Karl von Abel (1788–1859), bayerischer Politiker und Gutsbesitzer in Stamsried
- Wolfgang Spießl (1938–1998), Bürgermeister und Mitglied des Bayerischen Senats

## Ansichten

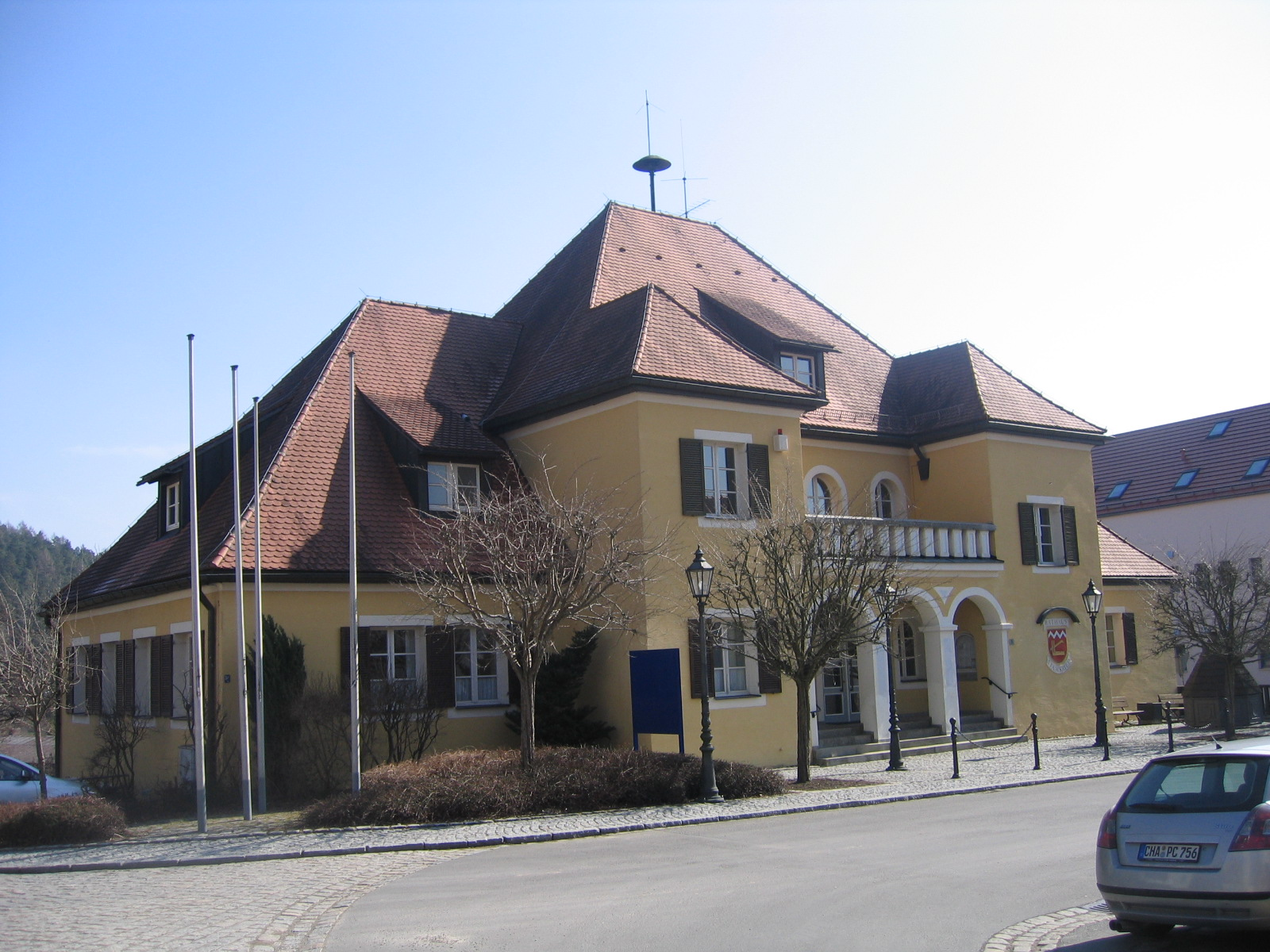
Rathaus des Marktes Stamsried
Theresia-Gerhardinger Kindergarten Stamsried
Wolfgang-Spießl-Schule Stamsried
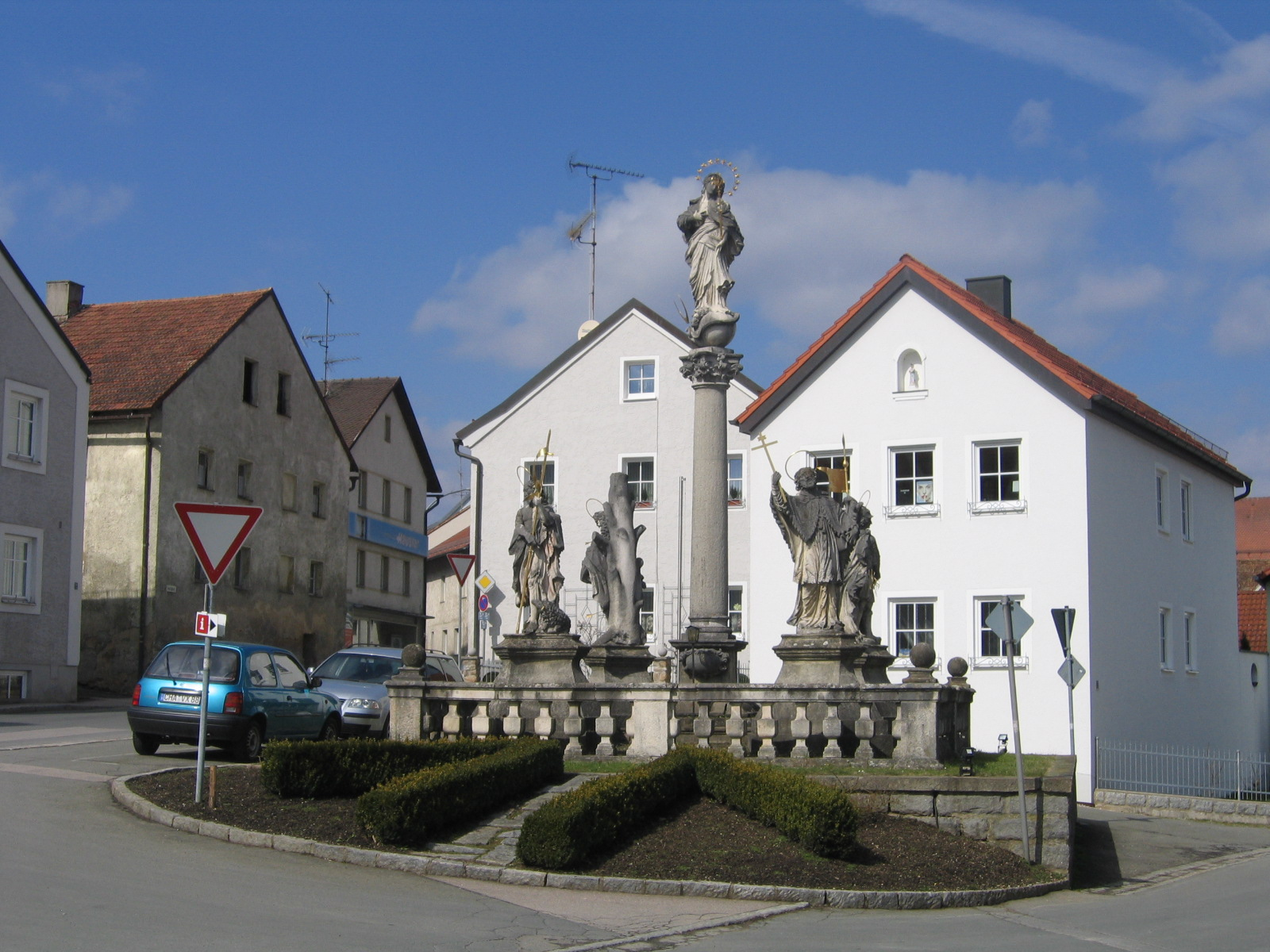
Mariensäule
Pfarrkirche St. Johannes der Täufer zu Stamsried
Liegende Grabsteine beim Friedhof
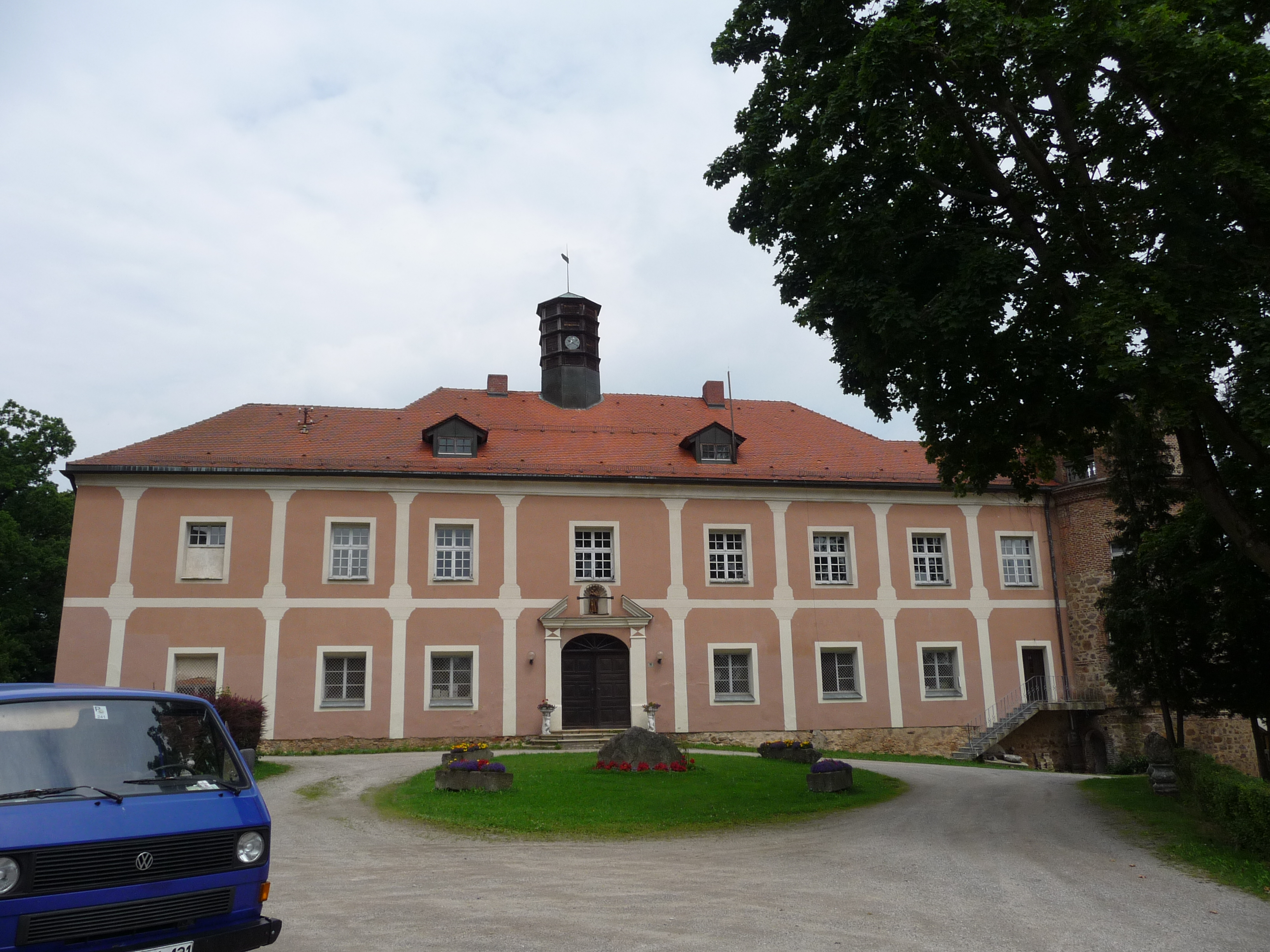
Barockes Schloss
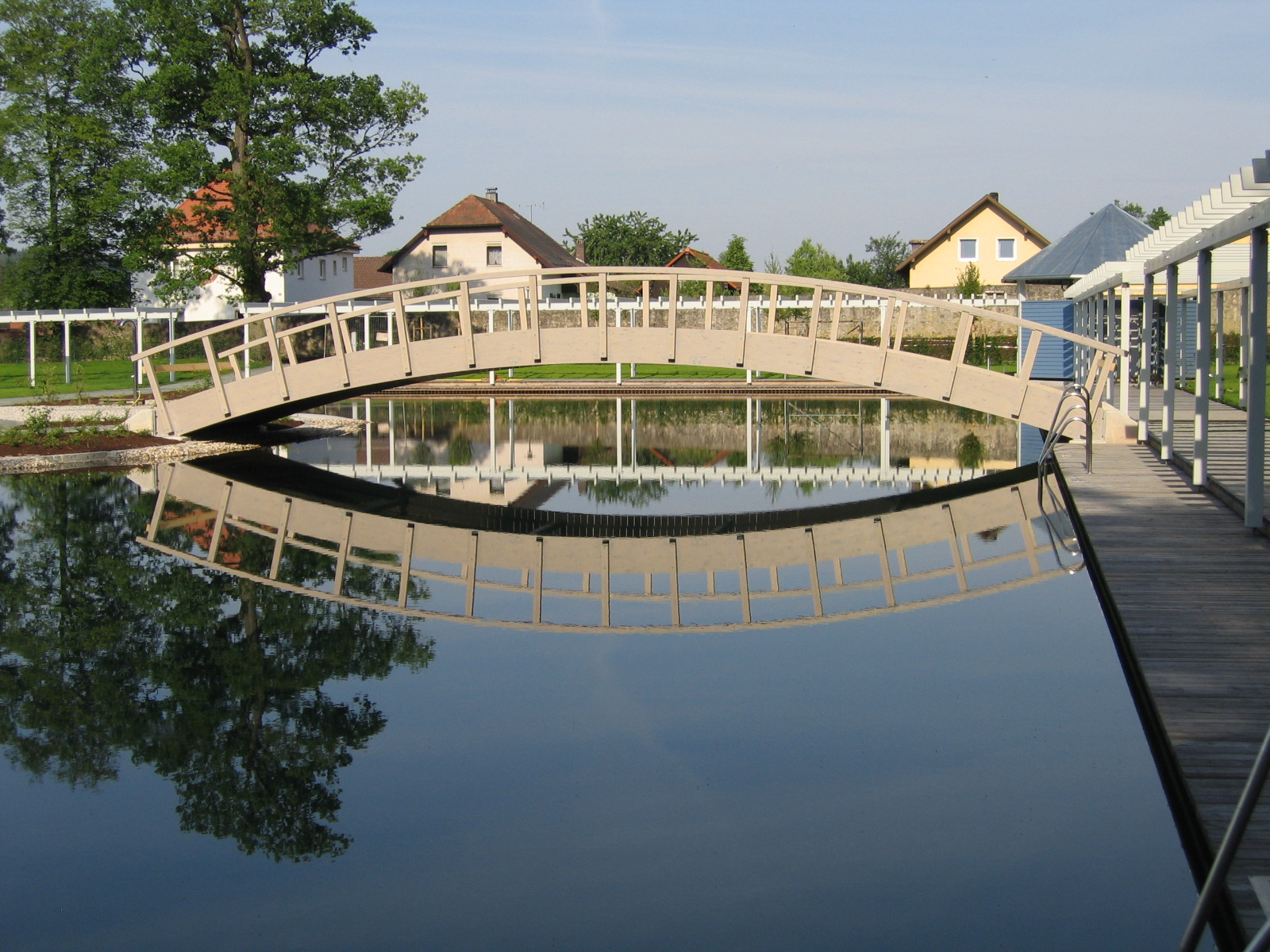
Vollbiologisches Naturbad im Schlosspark
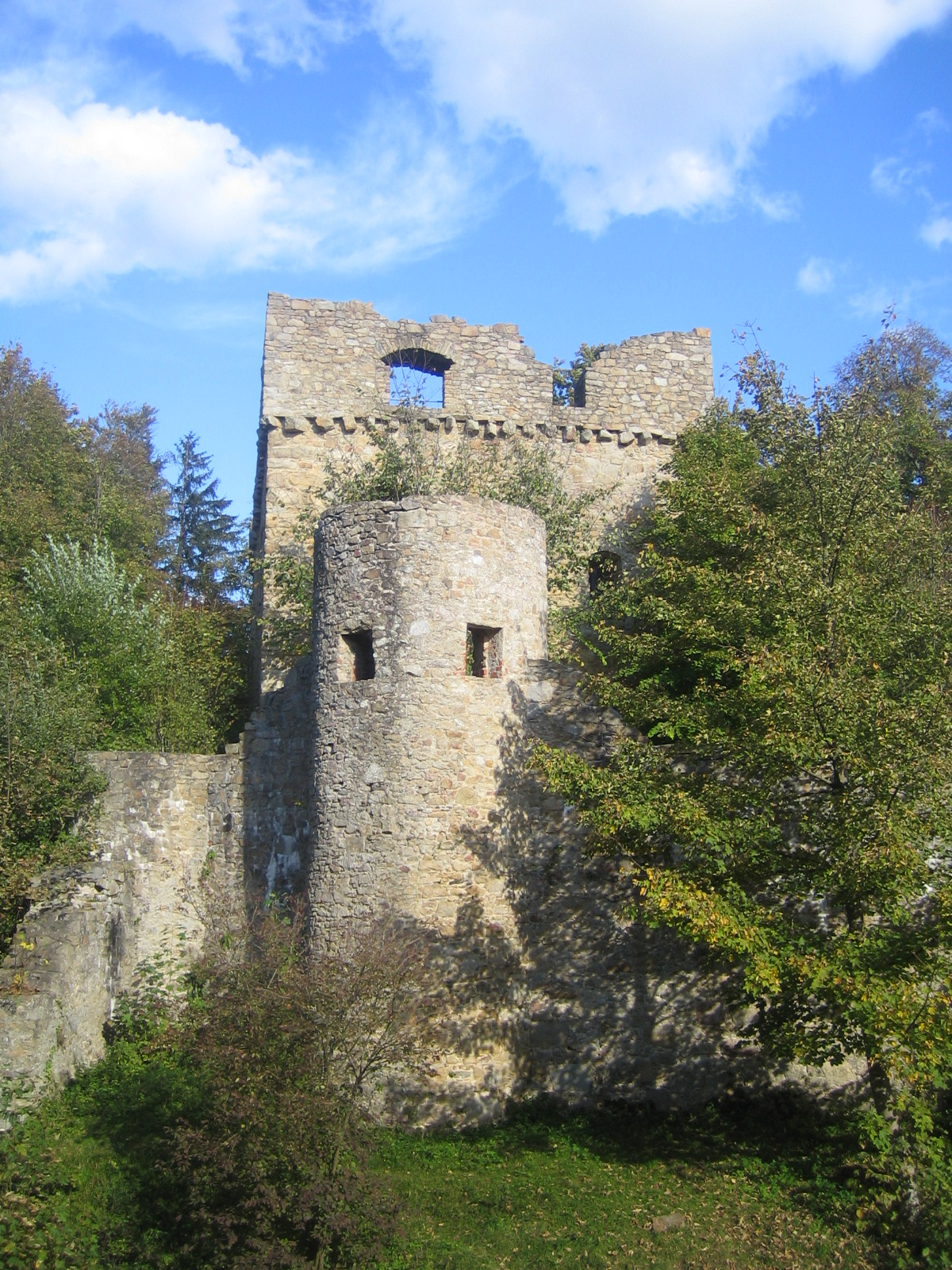
Palas der Burgruine Kürnburg
Modell der Kürnburg